# Sultanat d'Aceh
El sultanat d'Atjeh o Sultanat d'Aceh fou un estat musulmà que va existir a Indonèsia des de vers el segle xv fins al 1903 quan els holandesos van completar la seva conquesta. La capital era Kutaraja, la moderna Banda Aceh.

## Història
Es creu que el territori estava sotmès al regne de Pedir; la nissaga reial es pensa que podria ser d'origen cham, ja que el rei de Champa, Syah Pau Kubah va enviar el seu fill Syah Pau Ling per governar Aceh quan la seva capital Vijaya (a Champa) fou saquejada el 1471 pels bietnamites. La llengua achinesa és l'única llengua no chàmica del grup lingüístic Aceh-Chàmic. A la meitat del segle xv la regió va esdevenir musulmana.
El governador Ali I Mughayat Shah es va fer independent de fet el 1507 i el seu fill Ibrahim Saladdin va completar el procés. El primer sultà esmentat pels portuguesos és Ali I Mughayat Shah, quan es va apoderar del regne de Pasè (Pasai) que havia estat governat per Madaforxa (probablement Muzaffar Shah, mort el 1497), que l'anomena com un rei pirata però cavalleresc, que dominava la regió de Lambry (Lamuri o Lambri) i el país de Biar entre Atjeh i Pedir. Es coneixen les tombes d'alguns dels seus predecessors i els anys de regnat (no el parentesc) però cal considerar Ali, al conquistar Daya a l'oest i Pidie i Pasè a l'est, com el fundador de l'estat. També va atacar Aru.
Aladdin I (1537-1571) va augmentar els dominis de l'estat cap al sud (però no va poder establir cap base a la península de Malaya tot i els seus atacs a Johore i Malaca) i va enviar una ambaixada a Constantinoble (1563) per demanar ajut a Solimà el Magnífic contra Portugal i amb la promesa de diversos sobirans pagans del sud-est de l'illa de Sumatra que abraçarien l'islam si els otomans els salvaven. Després d'estar dos anys a la capital turca (a causa de la mort del sultà Solimà I), una expedició otomana a les ordes de Kurdoghlu Khizir Reis, almirall de la ciutat de Suez, amb 19 galeres i altres vaixells i armats de canons, fou enviada a la zona però al Iemen una revolta va impedir que continués completa i es van enviar només dos vaixells amb armes i tècnics, que es van acabar establint a Atjeh.
Des de 1520 a 1579 els sultans d'Atjeh van sotmetre Pedir, Pasay, Aru, Deli, Johor, Paham, Peru i altres estats de la costa oriental, i Barus, Passaman, Nicoo i Priaman a la costa occidental, i van penetrar fins a Padang, límit de les seves conquestes.
El 1579 es va produir una minoria (Muda, que va regnar només uns mesos) i una ràpida successió de sultans breus i al final del 1579 el sultà de Perak Aladdin II Mansur Shah va prendre el poder, A la seva mort el 1586 es va tornar a la normalitat. Sota Iskandar I Muda es va arribar al cim amb una notable expansió i riquesa. Va fer una expedició a Pahang i Malaca narrada al poema èpic Hikayat Malém Dagang. El 1607 Iskandar I Muda va pujar al poder i va estendre el domini achinès per quasi tota l'illa de Sumatra conquerint també Pahang a Malaya; El 1629 una flota portuguesa i de Johore va destruir la flota d'Atjeh i va matar a milers de soldats (19.000 segons les fonts portugueses); però les forces d'Atjeh no van quedar destruïdes totalment encara va poder conquerir Kedah el mateix any. El gendre del sultà, que era príncep de Pahang, Iskandar II Thani Aladdin el va succeir el 1636 i el 1638, una ambaixada portuguesa va intentar atreure al sultà al seu partit en contra d'Holanda però inútilment.
Entre 1641 i 1699 van regnar quatre sultanes i es va abandonar el sistema d'ostatges dels notables dels regnes conquerits el que va portar a una major autonomia d'aquests fins que progressivament el títol de sultà va esdevenir quasi nominal; en tot el període va augmentar la influència dels senyors hereditaris territorials, els uleebalangs. El 1680 la regió és descrita per un viatger persa com un lloc on cada raco era governat per un rei, independent d'altres reis i sense pagar tribut al rei de més alta autoritat. Al mateix temps, des del 1641, la Companyia Holandesa de les Índies Orientals assolia el control del comerç, especialment les espècies.
Una fàtua emesa a la Meca va declarar que estava prohibit a les dones de regnar i al començar el segle xviii van esclatar guerres dinàstiques entre els quals va tenir el poder Djamal un descendent de l'alida Husayn, però nascut a Atjeh que fou deposat el 1726 però va lluitar encara força temps contra el govern. Djawhar Amin ad-Din Shah i Shams al- Alam van regnar només dies i finalment el 1727 es va imposar Aladdin III Ahmad (mnaharajà Lela Melayu), príncep d'origen bugis, ancestre de la darrera dinastia. Finalment la mort de Djamal va obrir el camí a Djahan per assolir el poder segons narra el poema èpic Hikayat Pòtjut Muhamat, i l'estabilitat va retornar fins al segle xix.
El tractat entre Gran Bretanya i Països Baixos de 1824 cedia les possessions britàniques de Sumatra als holandesos. Atjeh era considerada dins la zona d'influència britànica, però el tractat prohibia expressament als holandesos estendre el seu domini cap al nord de l'illa. Des de llavors el sultà va restaurar en part la seva autoritat enfrontant als senyors hereditaris un contra altra. Muhammad I Aladdin Shah bin Aladdin Jauharul Alam Syah (1824-1838) va deixar un sultanat restaurat al seu germa Mansur Aladdin Ibrahim Shah bin Alaeddin Jauharul Alam Syah (1838-1870)
El 1854 els achinesos van enviar una ambaixada a la Porta Otomana i el 1868 una petició signada per tots els caps del país oferia la sobirania al sulta otomà. La prohibició d'avançar cap al nord va restar vigent pels holandesos fins a un nou tractat amb els britànics el 1871; fins aleshores els holandesos no podien castigar els actes de pirateria que es feien a Atjeh, però el tractat de 1871 donava via lliure als holandesos per conquerir el sultanat, i el 1873 es va iniciar la guerra que, contra les previsions, i amb mínimes aturades, va durar trenta-sis anys (1873 a 1910, amb una aturada de 1880 a 1883). El 1874 el sultà Mahmud Shah II Aladdin bin Sulaiman es va haver de retirar a les muntanyes i fou declarat deposat pels holandesos que van annexionar el territori. El sultà va morir poc després de còlera, epidèmia que va delmar a les dues parts. Els achinesos van proclamar sultà a un net de Tuanku Ibrahim, amb el nom de Muhammad II Daud Shah Aladdin Jahan. Els petits sobirans del país es van sotmetre més o menys efectivament als holandesos però en gran part donaven suport a la resistència. Finalment el sultà es va rendir el 1903 encara que l'exèrcit va continuar la lluita. El 1907 el sultà va morir i ja no es va nomenar cap successor però la resistència encara subsistia. Un descendent del darrer sultà, Hasan de Tiro, va fundar anys després el Moviment d'Aceh Lliure.

## Govern
La màxima autoritat la tenia el sultà. Les autoritats subalternes eren: 
- Els Uleebalang o alts dignataris
- Els sagoe Pamglima que dirigien el Sagi, o grans divisions
- Els caps de Mukim (un mukim estava format per diversos gampongs o pobles)
- Els keuchiek o geuchiek eren els caps dels gampongs (pobles)

## Banderes
Les banderes del sultanat són de tres classes:
- La bandera nacional i reial, vermella, a la que el segle xix es va afegir la mitja lluna i l'estel blancs seguint la bandera de Turquia. Es coneixen nombroses variants tant en la mesura i situació dels elements com en el nombre de puntes de l'estel (fins i tot apareix en alguns exemplars com un sol i inclouen un vora blanca per tots costats menys al pal)
- La bandera de guerra vermella amb una doble espasa (zulfikar) en variades representacions, de color blanc; quasi sempre l'espasa zulfikar té les puntes cap al vol i a sobre té un disc blanc
- Les banderes de comerç, generalment vermelles llises, de vegades amb una franja blanca. Es coneix un exemplar de bandera blava amb un cantó blanc.

Els àrabs del sultanat hissaven la seva bandera pròpia que era negra (probablement amb inscripcions alcoràniques).
Aquestes banderes es poden veure a Dibuixos de les banderes d'Atjeh per Jaume Ollé

## Llista de sultans
- Ali I Mughayat Shah vers 1496-1530
- Ibrahim Saladdin vers 1530-1537
- Aladdin I Riayat Shah al-Qahhar vers 1537-1571
- Husain Ali Riayat Shah 1571-1579
- Muda 1579
- Sri Alam 1579
- Zain al-Abidin 1579
- Aladdin II Mansur Shah 1579-1585/1586
- Buyong Ali Riyat Shah 1585/1586-1588
- Riayat Shah al-Mukammal 1588-1604
- Ali II Riayat Muda 1604-1607
- Iskandar I Muda 1607-1636 (nom pòstum marhum Makota Alam = Corona del Món)
- Iskandar II Thani Aladdin 1636-1641
- Safiyat ad-Din Taj al-Alam bint Iskandar Muda (sultana) 1641-1675
- Naqiyat ad-Din Nur al-Alam (sultana) 1675-1678
- Zaqiyat ad-Din Inayat Shah (sultana) 1678-1688
- Kamalat Shah Zinat ad-Din (sultana) 1688-1699
- Sharif Hahim Djamal ad-Din Badr al-Alam 1699-1702
- Perkasa Alam Sharif Lamtui 1702-1703
- Djamal Badr al-Munir 1703-1726
- Djawhar Amin ad-Din Shah 1726
- Shams al- Alam 1726
- Aladdin III Ahmad 1727-1735
- Aladdin IV Shah Jahan 1735-1760
- Mahmud Shah I 1760-1781
- Badr ad-Din 1764-1773
- Sulayman Shah I 1773-1781
- Aladdin V Muhammad 1781-1795
- Aladdin VI Djawhar Alam Syah bin Aladdin Muhammad Syah 1795-1815
- Sharif Saif Saiful Alam Syah Jamalullail 1815-1818
- Aladdin VI Djawhar (segona vegada) 1818-1824
- Muhammad I Aladdin Shah bin Aladdin Jauharul Alam Syah 1824-1838
- Mansur Aladdin Ibrahim Shah bin Alaeddin Jauharul Alam Syah 1838-1870
- Sulayman II Aladdin Ali Iskandar Syah 1838-1857
- Mahmud Shah II Aladdin bin Sulaiman 1870-1874
- Muhammad II Daud Shah Aladdin Jahan 1874-1903